# Gymnopleurus barovskyi
Gymnopleurus barovskyi là một loài bọ cánh cứng trong họ Bọ hung (Scarabaeidae).